# Ингулецкий горно-обогатительный комбинат
ЧАО «Ингулецкий горно-обогатительный комбинат» (укр. ПАТ «Інгулецький гірничо-збагачувальний комбінат»; ИнГОК) — горно-обогатительное предприятие Кривого Рога, крупнейший на Украине производитель железорудного концентрата.
Доля предприятия на украинском рынке этой продукции оценивается в 77 %. ИнГОК производит до 13,728 млн тонн железорудного концентрата в год. Балансовые запасы железной руды на комбинате составляют 1,224 млрд тонн.
ИнГОК введён в эксплуатацию в 1967 году.

## История
В апреле 1965 года выпущен первый концентрат. Эта дата и стала считаться днем основания предприятия.
В декабре 1978 года зафиксирован максимальный объем производства за всю историю — 14 587 тысяч тонн концентрата.
В январе 1979 года к комбинату присоединены мощности бывшего рудоуправления «Ингулец».
В августе 2001 года — внедрение на РОФ-1 сухой магнитной сепарации. В декабре 2001 года добыта миллиардная тонна руды. В январе 2002 года начато строительства участка магнито-флотационной доводки концентрата. В марте 2003 года — ввод подземного тракта «Западный» мощностью 18 млн тонн руды. В октябре 2003 года — пуск в эксплуатацию участка МФДК. В декабре 2003 года продукция Ингулецкого ГОКа — лауреат общенационального конкурса «Высшая проба».
В мае 2016 года ПАО «ИнГок» переименован в ЧАО «ИнГОК».
В 2019 году ИнГОК объявил о намерении добывать тальковые сланцы из собственных отходов. Добытый сланец будут продавать без дополнительной обработки. Таким образом комбинат намерен обеспечить рациональное использование природных ресурсов, уменьшить объём складирования вскрышных пород, освободив место в отвалах площадью 2,68 га.

## Характеристика

### Структура
В структурном плане предприятие представляет собой объединение горнотранспортного и дробильно-обогатительного комплексов, блока вспомогательных цехов и управления.
В инфраструктуру комбината входит 17 структурных подразделений (на правах цехов).
Основной комплекс:
- Карьер, производственной мощностью по горной массе 70 млн тонн в год. Осуществляет разработку Ингулецкого месторождения железистых кварцитов.

Длина — 6 км, ширина — 2,5 км, нижняя отметка — горизонт -390 м, глубина с учётом верхних горизонтов — 470 м, проектная отметка дна — до 910 м. Горные работы ведутся одновременно на 27-ми горизонтах.
- Цех технологического автотранспорта – мощностью по объёмам перевозок свыше 60 млн тонн в год. Осуществляет перевозку горной массы.
- Железнодорожный цех, осуществляющий отгрузку вскрышных пород с горизонтов карьера, и товарной продукции. Осуществляет железнодорожные перевозки внутри карьера, перевозку вскрыши и вывоз товарной продукции.
- Дробильная фабрика производственной мощностью по переработке более 36 млн тонн сырой руды в год. Осуществляет дробление, измельчение руды до нужной крупности.
- Две рудообогатительные фабрики годовой производственной мощностью свыше 14,5 млн тонн концентрата в год с массовой долей железа около 64,8% и 67 %. Обеспечивают производство и отгрузку товарного концентрата потребителю.

Вспомогательный комплекс:
- Цех технического водоснабжения и шламового хозяйства. Осуществляет транспортировку, прием и организованное складирование хвостов передела обогатительных фабрик и обеспечение их водой для процесса обогащения.
- Автотранспортный цех. Осуществляет перевозку рабочих и ТМЦ, обеспечивает доставку питьевой и технической воды, питания.
- Центральная комплексная лаборатория. Выполняет работы по контролю процесса обогащения, состоянию окружающей природной среды, поддержанию работоспособности и электротехнического, весоизмерительного оборудования, участвует в проведении контроля качества товарно-материальных ценностей.
- Отдел технического контроля. Основной задачей является контроль качества производимого и отгружаемого концентрата, выдача сертификатов качества на готовую продукцию.
- Цех технологической диспетчеризации. Обеспечивает надежную и качественную телефонную и радио связь.
- Цех сетей и подстанций. Обеспечивает бесперебойное электроснабжение потребителей комбината электроэнергией, осуществляет проведение всех видов ремонтов и оперативное обслуживание электрооборудования цеха, использование производственных мощностей и достоверный учет полученной и отпущенной электроэнергии.
- Цех автоматизации технологических процессов. Осуществляет установку, обслуживание, профилактику и ремонт программно-аппаратных комплексов и блоков систем автоматизации технологических процессов.
- Цех подготовки производства. Осуществляет выгрузку, складирование, складской учет и хранение товарно-материальных ценностей, обеспечивает подразделения комбината оборудованием, материалами, запасными частями.
- Специализированная объектовая аварийно-спасательная служба. Осуществляет круглосуточное дежурство и в случае аварийного вызова занимается спасением людей и непосредственно ликвидацией аварии.
- Управление безопасности. Осуществляет охрану собственности и материальных ценностей комбината, предотвращение, своевременное выявление и устранение угроз персоналу, финансовым и материальным ресурсам комбината, проведение ревизий, проверок, инвентаризаций, анализ финансово-хозяйственной деятельности структурных подразделений.

### Продукция
- железорудный концентрат (ЖРК) с содержанием железа 64—67%[6];
- щебень сухого магнитного обогащения железистых кварцитов, представленный высокопрочными кварцитами, гранитами, мигматитами и другими породами[6];
- песок из отсевов дробления скальных горных пород[6].

ЧАО «ИнГОК» первым среди предприятий ГМК разработало, внедрило и сертифицировало системы менеджмента качества, окружающей среды и охраны труда на соответствие требований международных стандартов  ISO 9001, ISO 14001 и OHSAS 18001 соответственно.

### Потребители
- ПАО «Металлургический комбинат им. Ильича» г. Мариуполь.
- ОАО «ЗМК Запорожсталь», г. Запорожье
- ОАО «Алчевский металлургический комбинат» г. Алчевск.
- ПАО «Енакиевский металлургический завод» г. Енакиево
- ПАО «Металлургический комбинат "Азовсталь"» г. Мариуполь.
- Польша (меткомбинат Хута Катовице С. А.; меткомбинат Хута им. Т.Сендземира)
- Чехия (меткомбинат Тринецкие зализарни; меткомбинат АО Нова Хута)
- Китай
- Венгрия

### Персонал
Директора:
- 1961—1964 — Пинчук Алексей Васильевич;
- 1964—1980 — Племяшов Александр Семёнович;
- 1980—1985 — Филиппов Николай Фёдорович;
- 1985—1998 — Станков Александр Павлович;
- 1998—2009 — Пивень, Владимир Александрович;
- 2009—2010 — Ищенко, Николай Иванович;
- 2010 — Удод, Евгений Григорьевич;
- 2010—2012 — Левицкий Андрей Павлович[8];
- 2012—2013 — Герасимчук Александр Николаевич;
- 2013—2015 — Сальков Александр Рэммович;
- 2015 — Герасимчук Александр Николаевич.

## Собственность
На данный момент контрольный пакет акций принадлежит компании Metinvest B.V., зарегистрированной в Роттердаме, которая является частью СКМ, 90 % акций которой принадлежат украинскому олигарху Ринату Ахметову, а 10 % — его супруге.